# Bentley S2
Bentley S2 — автомобиль класса люкс, выпускавшийся  британской компанией Bentley Motors с 1959 по 1962 год. Впервые в истории компании эта модель оснащалась V-образным восьмицилиндровым двигателем.

## Описание

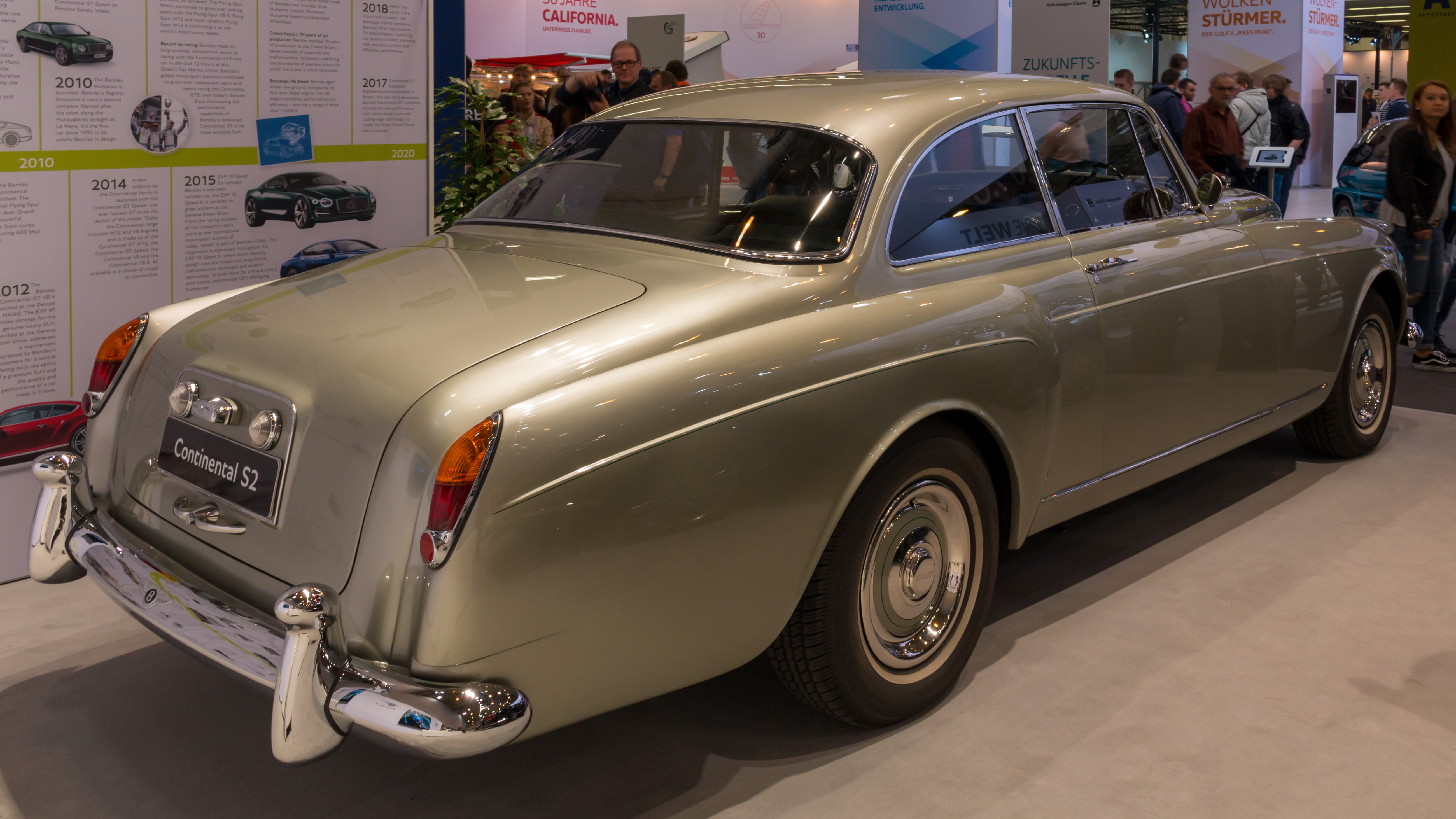
Bentley S2 Continental

С осени 1959 года на модель, названную S2, стали устанавливать новый V-образный восьмицилиндровый двигатель, соответственно предыдущая модель стала именоваться S1. Полностью алюминиевый мотор был даже легче предыдущего чугунного, но выдавал значительно больше мощности. В те годы компания, традиционно, не указывала этот показатель в технических характеристиках. 
В салоне автомобиля появилась новая передняя панель. Шасси́ осталось практически прежним, только из-за большей ширины установленного двигателя пришлось переделать рулевое управление.
В 1959 году кузовная фирма  Mulliner была куплена компанией Rolls-Royce и продолжила изготовление кузовов для спортивного купе S2 Continental и седана S2 Continental Flying Spur. Как и раньше, эти модели имели немного форсированный двигатель и изменённую трансмиссию, а спереди у них были установлены новые тормоза.

## Галерея

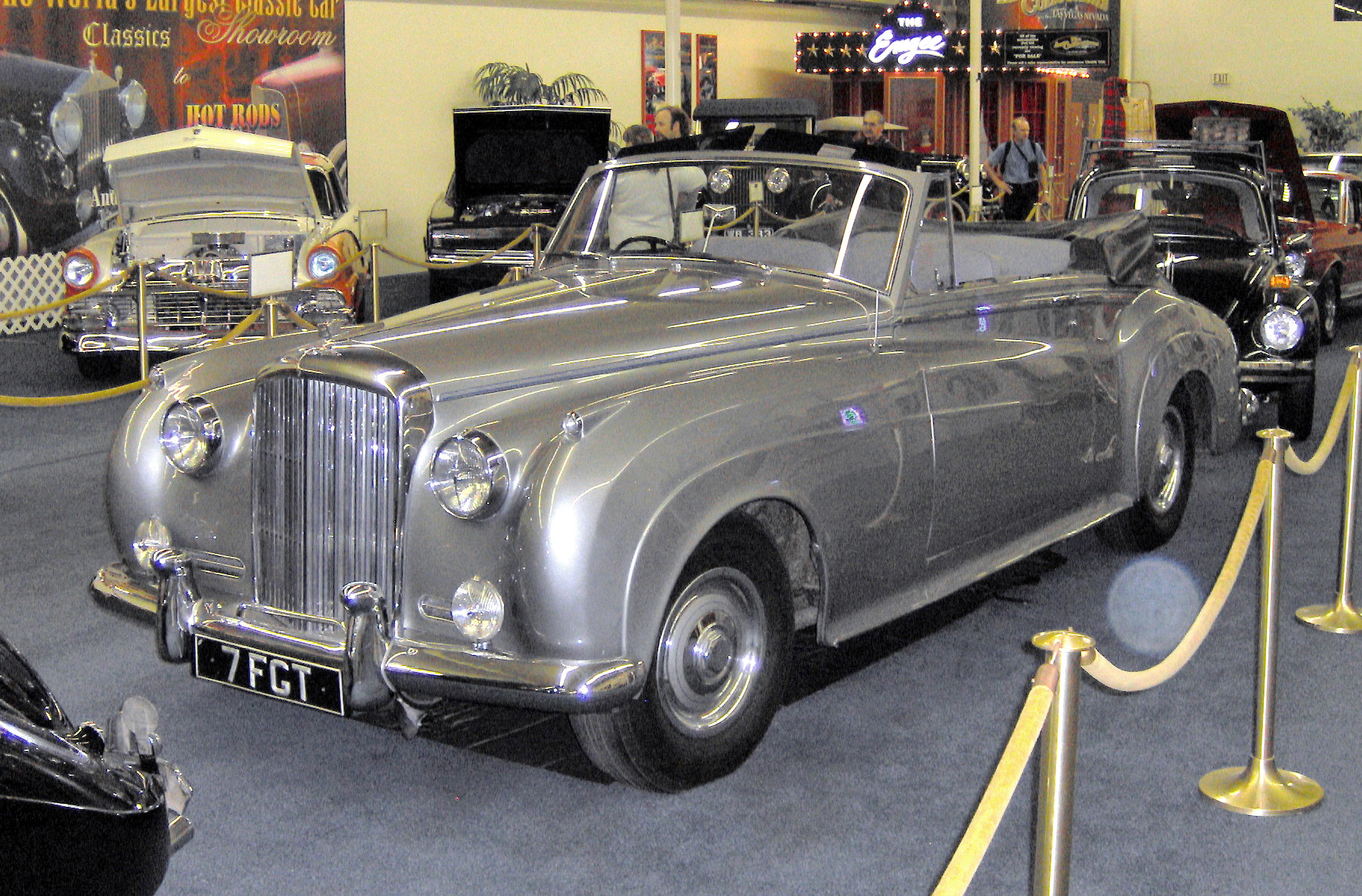
1962 Bentley S2 с кузовом открытое купе производства  Mulliner
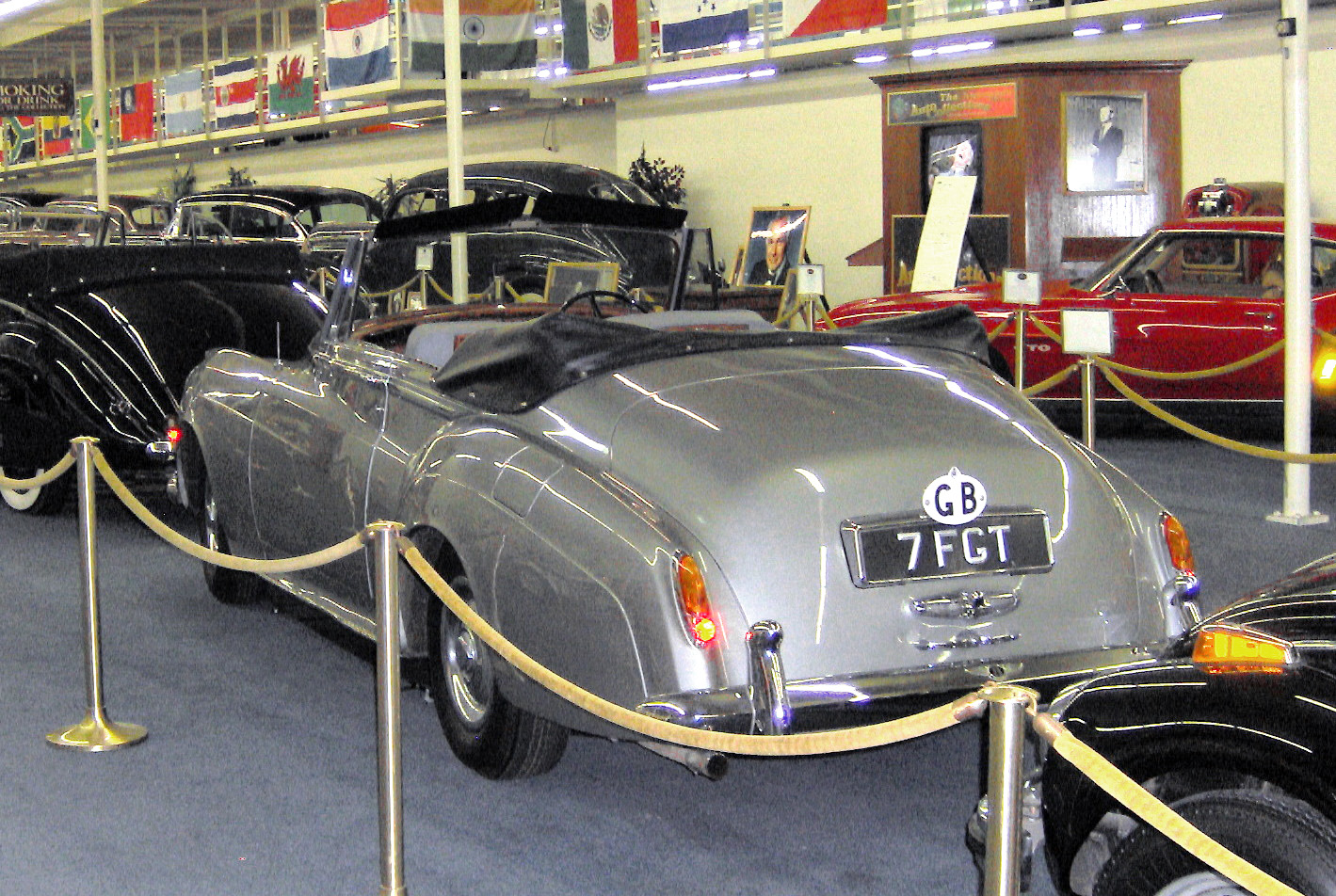
1962 Bentley S2 с кузовом открытое купе производства  Mulliner
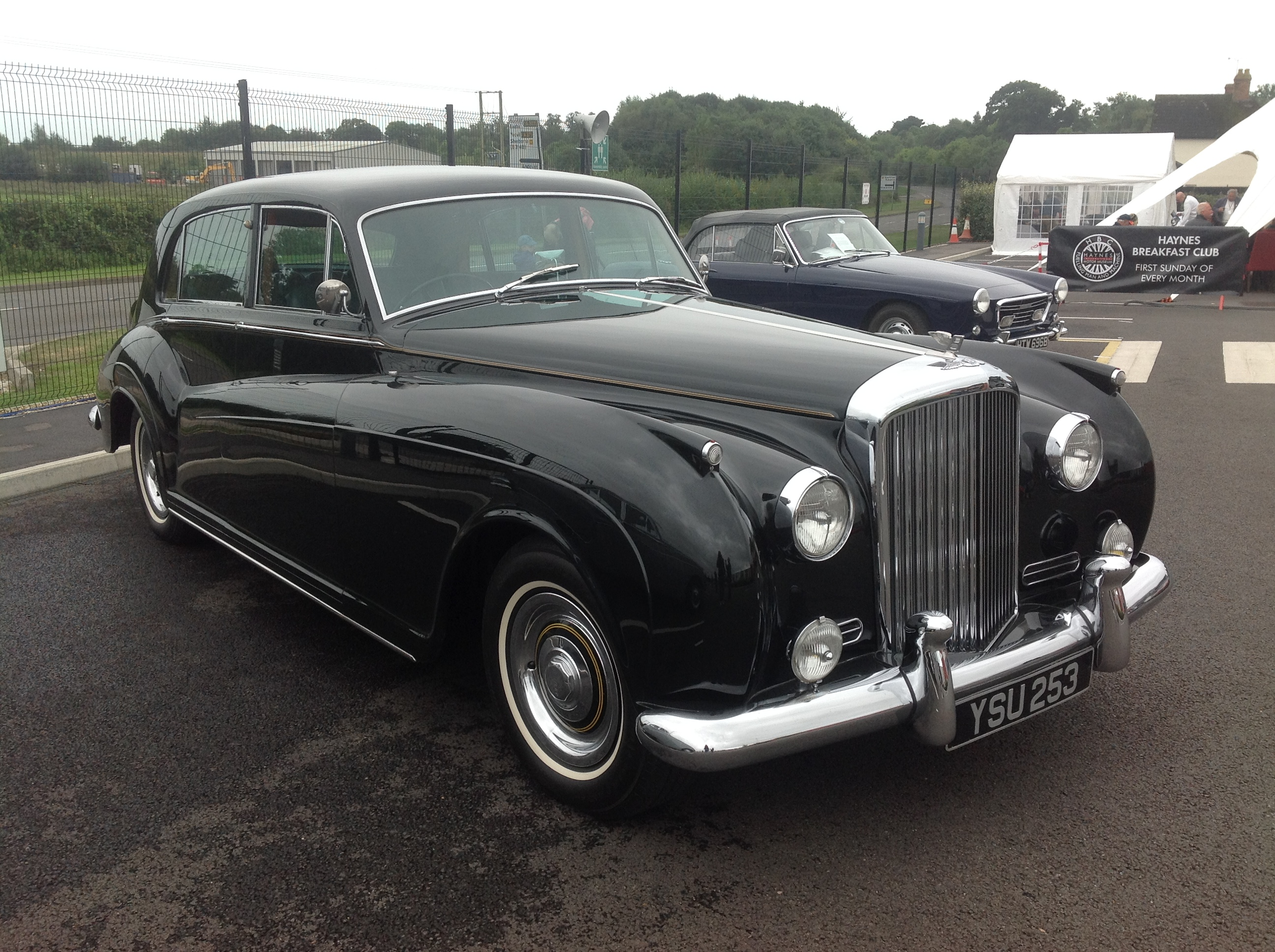
1961 Bentley S2 с кузовом седан производства  James Young
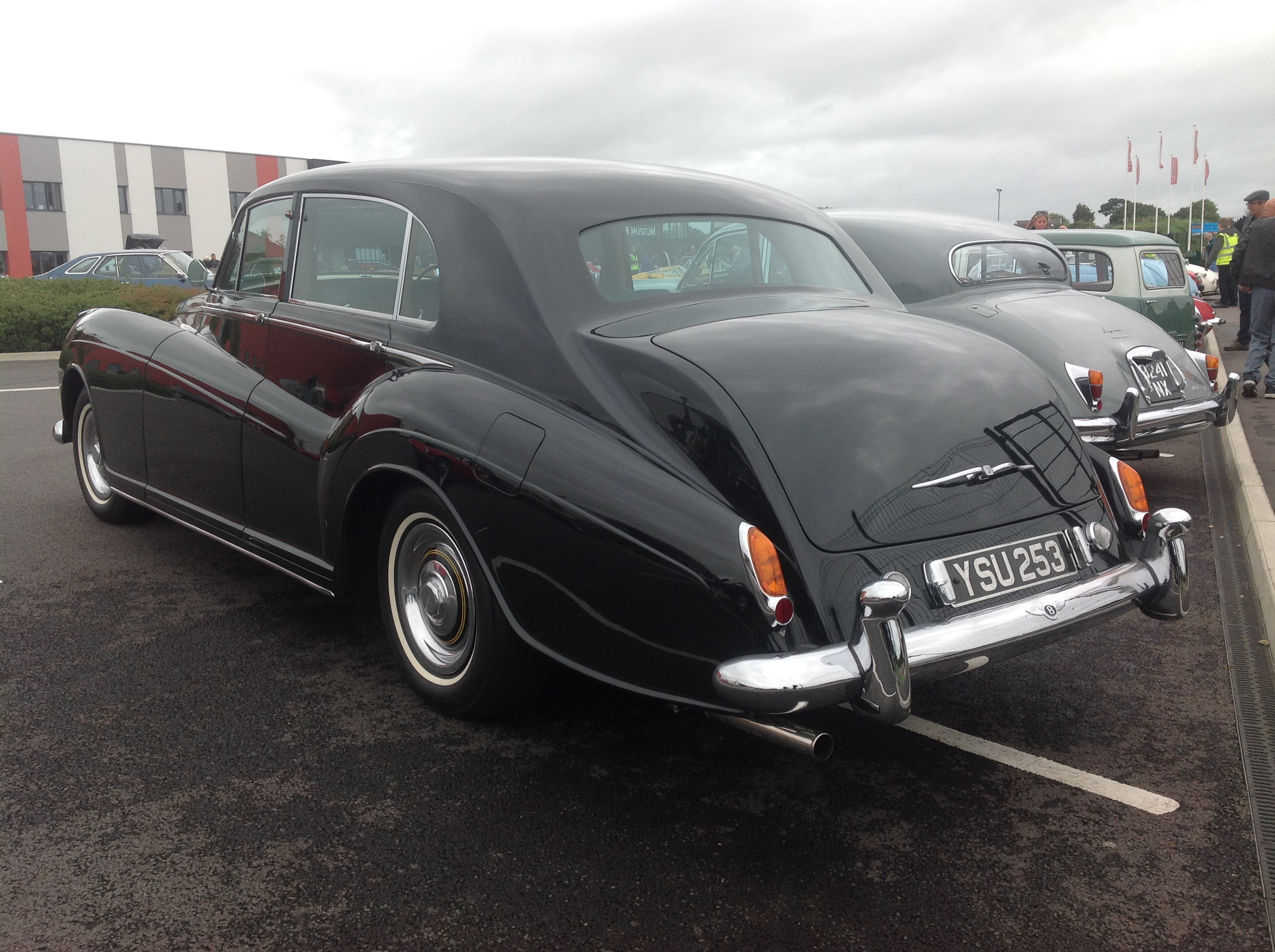
1961 Bentley S2 с кузовом седан производства  James Young
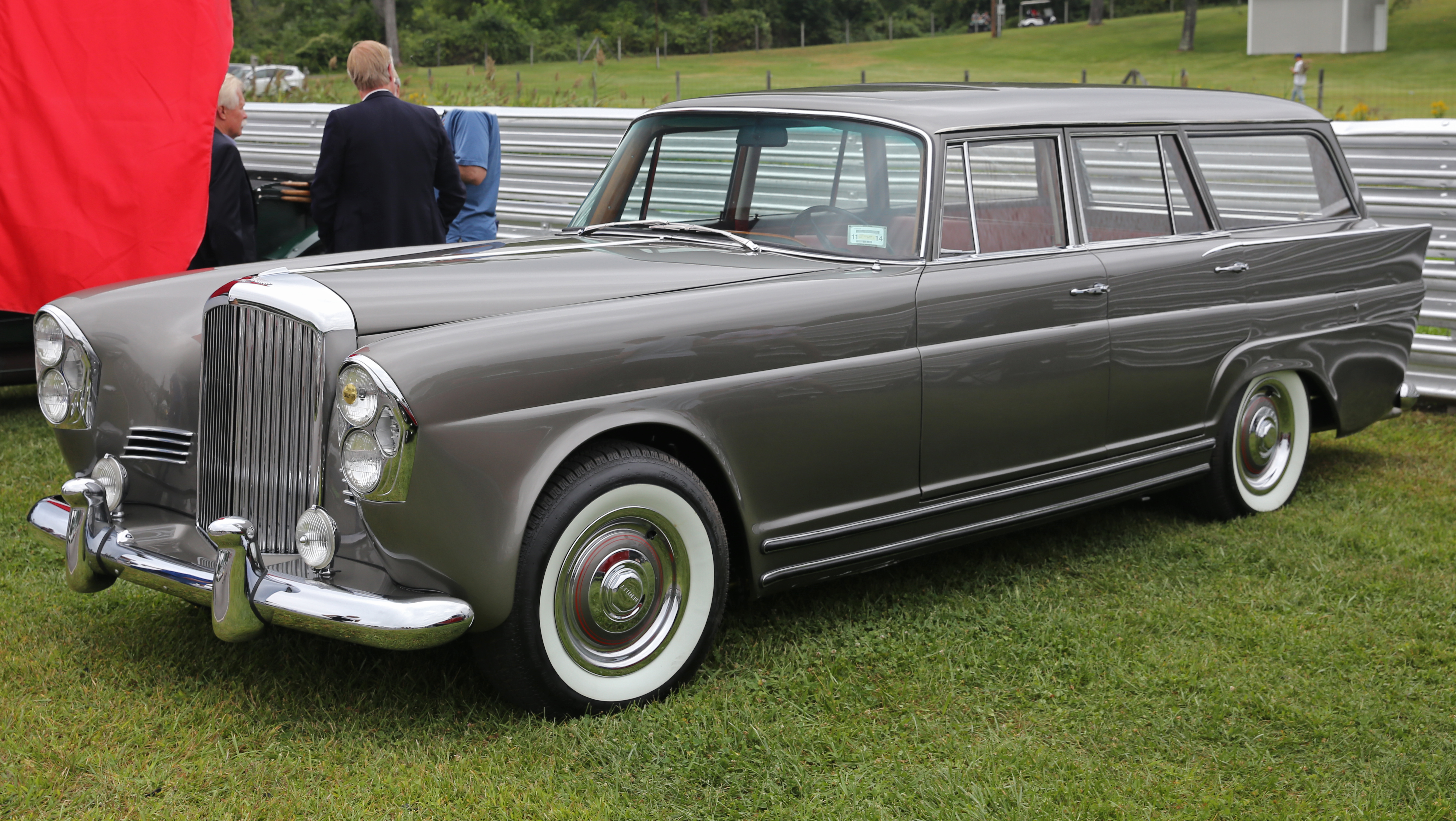
1960 Bentley S2 с кузовом универсал производства  Wendler
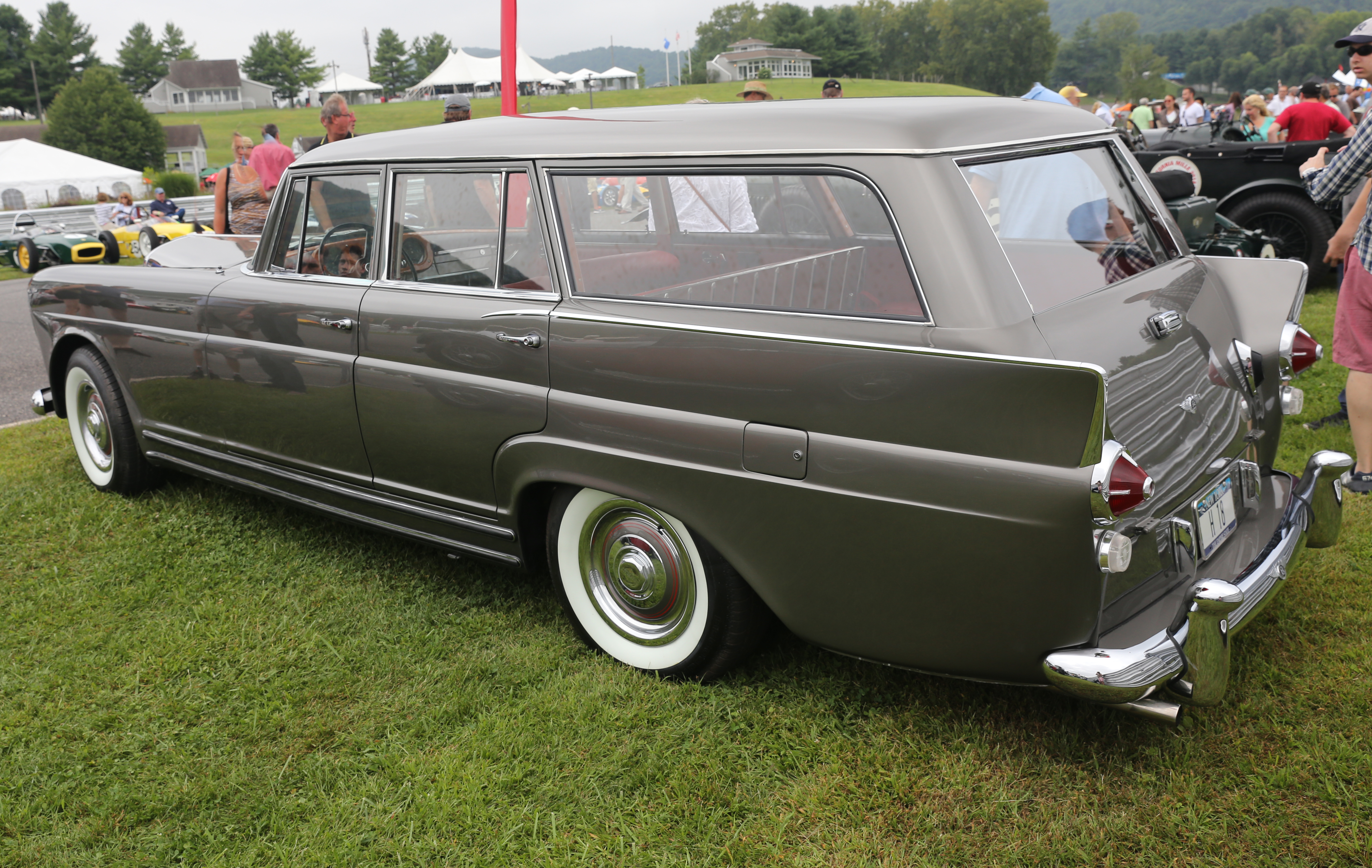
1960 Bentley S2 с кузовом универсал производства  Wendler